# Voronezh Aircraft Production Association
Voronezh Aircraft Production Association (VASO) (en español:Asociación de Producción de Aviones de Voronezh, BACO en ruso, Воронежское акционерное самолётостроительное общество, literalmente Sociedad de Constructores de Aeronaves de Propiedad Conjunta de Voronezh) es una de las plantas de producción de aviones más grandes de Rusia.

## Historia
Fundada en 1932 en Voronezh (como Planta de Aviación de Voronezh, número de registro de sucursal 18). En 2007, VASO pasó a formar parte de la estatal United Aircraft Corporation (UAC). Aviones notables construidos aquí son el An-148, Tu-28, Tu-144, Il-86, Il-96, Il-28, ANT-25, TB-3, Il-2, Tu-16 y otros.
En julio de 2009, UAC dijo que invertirá 5.000 millones de rublos (162 millones de dólares) en la modernización de las instalaciones de VASO. Según UAC, VASO construirá 5 aviones de pasajeros An-148 en 2009, 18 en 2010, 36 en 2011 y 50 aviones se fabricarán anualmente a partir de 2013.
Entre 2008 y 2015, produjo algunas piezas para un Airbus A320 y el A380.
Actualmente, la planta de aviones está desarrollando dos nuevos aviones, avión de fuselaje ancho IL-96-400M y Il-112V.

## Estructura perteneciente
- JSC “Ilyushin Interstate Aircraft-Building Company” (30,0% de las acciones)
- JSC "Ilyushin Aviation Complex" (27,1% de las acciones)
- Accionistas privados (42,9% de las acciones)[3]

## Productos

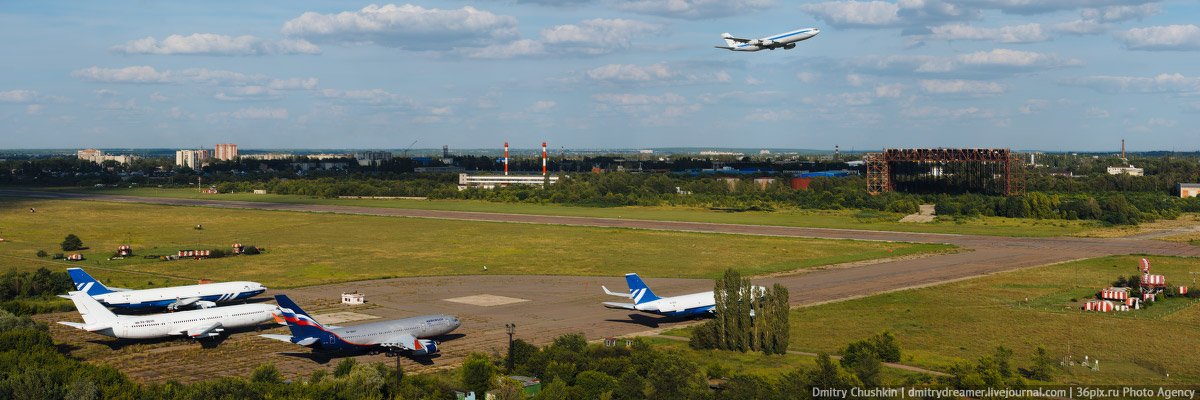
Fábrica de VASO en Pridacha

Igual que United Aircraft Corporation y Antonov están constituido por:
- An-148
- Tu-28
- Tu-144
- Il-86
- Il-96
- Il-114
- Ilyushin Il-28
- ANT-25
- TB-3
- Ilyushin Il-2
- Tu-16